# Japa (calciatore)
Japa, pseudonimo di João Wellington Gadelha Melo de Oliveira (3 gennaio 2004), è un calciatore brasiliano, centrocampista del Cruzeiro.

## Carriera
Cresciuto nel settore giovanile del Cruzeiro, Japa ha firmato il suo primo contratto professionistico il 14 dicembre 2021 ed il 16 maggio 2023 lo ha esteso fino al 2026.
Il 22 ottobre 2023 ha debuttato in prima squadra sostituendo Kaiki Bruno nel secondo tempo dell'incontro di Série A vinto 1-0 contro l'América-MG.

## Statistiche

### Presenze e reti nei club
Statistiche aggiornate al 1º dicembre 2023.
| Stagione        | Squadra         | Campionato      | Campionato | Campionato | Coppe nazionali | Coppe nazionali | Coppe nazionali | Coppe continentali | Coppe continentali | Coppe continentali | Altre coppe | Altre coppe | Altre coppe | Totale | Totale | Totale |
| Stagione        | Squadra         | Comp            | Pres       | Reti       | Comp            | Pres            | Reti            | Comp               | Pres               | Reti               | Comp        | Pres        | Reti        | Pres   | Reti   |        |
| --------------- | --------------- | --------------- | ---------- | ---------- | --------------- | --------------- | --------------- | ------------------ | ------------------ | ------------------ | ----------- | ----------- | ----------- | ------ | ------ | ------ |
| 2023            | Cruzeiro        | M1/MG+A         | 0+5        | 0          | CB              | 0               | 0               |                    | -                  | -                  |             | -           | -           | 5      | 0      |        |
| Totale carriera | Totale carriera | Totale carriera | 5          | 0          |                 | 0               | 0               |                    | -                  | -                  |             | -           | -           | 5      | 0      |        |